# Берг, Хелена
Хелена Берг (нем. Helene Berg, урожд. нем. Helene Veser; 10 апреля 1906, Мангейм, Великое герцогство Баден — 21 февраля 2006, Берлин) — деятель Коммунистической партии Германии, Социалистической единой партии Германии, левый немецкий политик, активистка сопротивления против национал-социализма. С 1958 по 1989 год была членом Центрального Комитета правящей Социалистической единой партии Германии (СЕПГ) в Германской Демократической Республике. Бывший директор Берлинской Академии общественных наук. Выпускница Международной ленинской школы.

## Биография
Родилась 10 апреля 1906 года в городе Мангейме. Её отец прежде работал мельником, имел лесной бизнес, мать была домохозяйкой. В 1923 году Элен окончила школу и стала осваивать швейное дело.
В 1921 году стала членом организации Социалистической рабочей молодёжи (SAJ) САДЖЕ (Sozialistische Arbeiter-Jugend), которая функционировала в рамках Социал-демократической партии Германии. В 1922 году вошла в состав отраслевого отделения работников профсоюзов, а в 1924 году Хелена стала членом Социалистической молодёжной ассоциации (KJVD).
В октябре 1927 год вступила в ряды Коммунистической партии Германии (КПГ).
До 1928 года занимала руководящие должности отделения партии в Баден-Бадене, потом уехала на учёбу в СССР. В Москве она поступила учиться в Международную ленинскую школу. Училась до 1931 года, приняла советское гражданство. В 1929 году стала членом Коммунистической партии Советского Союза. В 1931 году вернулась в Германию, где заняла высокие должности в Коммунистической партии Германии (КПГ). В 1931—1932 годах была инструктором отдела агитации и пропаганды в Берлине. В 1932 году стала секретарем отдела агитации и пропаганды КПГ по району Ганновера.
В 1933 году в Германии были запрещены политические партии и Хелена перешла на подпольную работу в партии. В 1933 году она была секретарем Агитпропа округа Галле. В 1934—1935 годах работала партийным инструктором под псевдонимом «Лотте» («Lotte») в городе Саар. В 1935 году уехала во Францию, откуда эмигрировала в СССР. В СССР работала под «партийной кличкой» «Хелена Берг». Под этим именем она и стала жить после окончания Второй мировой войны.

### Москва
С 1935 по 1937 год Хелена Берг работала в Москве в Международной ленинской школе, участвовала в немецком рабочем движении. В 1938 году устроилась в Москве на работу на радио, потом — консультантом на детской киностудии «Союзмультфильм».
До 1941 года работала с немецким историком Рудольфом Линдау, изучая историю КПГ. В годы войны работала в руководстве немецкого отделения Коминтерна. Была эвакуирована под Уфу (дер. Кушнаренково.

### В Восточной Германии
После войны, в апреле 1946 года Берг вернулась в Восточную Германию, стала членом новой в стране правящей Социалистической единой партии Германии (СЕПГ), устроилась на преподавательскую работу в Высшую партийную школу имени Карла Маркса в Либенвальде. В 1951 году назначена и. о. директора Академии Карла Маркса Академии, оставаясь в этой должности до 1958 года.
С 1954 по 1958 год была кандидатом в члены ЦК, с 1958 по 1989 год — член ЦК партии. С 1958 по 1971 год работала редактором международной политической газеты «Проблемы мира и социализма». В 1979 году ушла на пенсию, при этом оставаясь работать в 1979—1989 годах консультантом в департаменте международных отношений ЦК.
Скончалась 21 февраля 2006 года, не дожив всего семь недель до своего сотого дня рождения.

## Семья
Была замужем за первым министром образования ГДР Паулем Ванделем.

## Награды
- Медаль Клары Цеткин (1955)
- Орден «За заслуги перед Отечеством» (ГДР) в серебре (1956)
- Орден «Знамя Труда» (1965)
- Орден Карла Маркса (1966)
- Орден «За заслуги перед Отечеством» (ГДР) в золоте (1968)
- Орден Почета в золоте (1971)
- Орден «Звезда дружбы народов» II степени (1976)
- Орден «Звезда дружбы народов» I степени (1981)